# Jennifer Valente

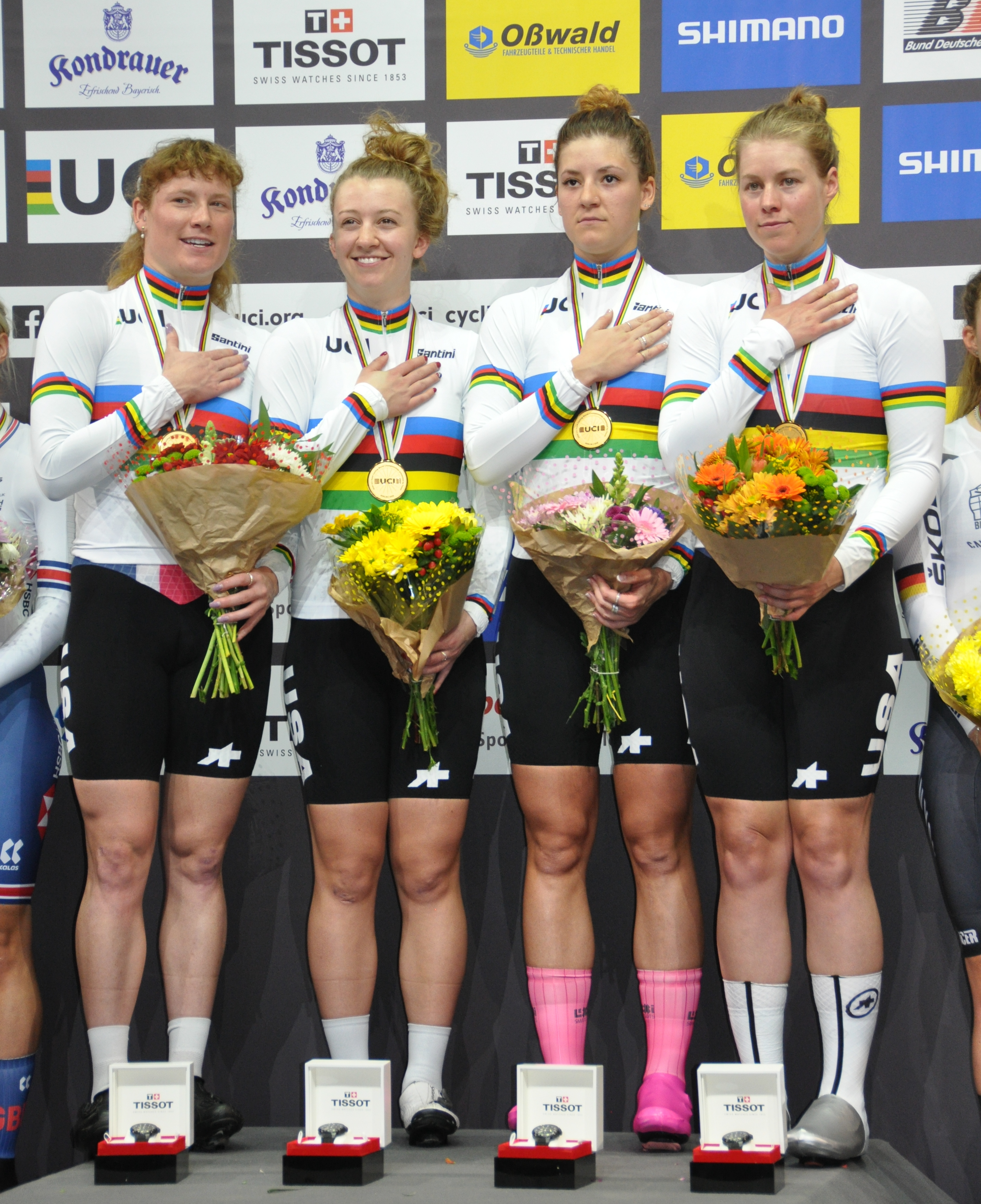
Der Weltmeister-Vierer von 2020 (v. l. n. r.): Lily Williams, Emma White, Chloé Dygert und Jennifer Valente

Jennifer Valente (* 24. Dezember 1994 in San Diego) ist eine US-amerikanische Radsportlerin, die vorrangig auf der Bahn aktiv ist. 2021 und 2024 wurde sie Olympiasiegerin im Omnium, 2024 auch in der Mannschaftsverfolgung.

## Sportliche Laufbahn
Im Alter von 14 Jahren kam Jennifer Valente auf dem San Diego Velodrome mit dem Bahnradsport in Berührung, als sie dort einen offenen Kurs besuchte. Seitdem wurde sie mindestens 17 Mal US-amerikanische Meisterin in verschiedenen Altersklassen (Stand Ende 2015). 2011 errang sie bei den Bahnweltmeisterschaften der Junioren den Titel der Weltmeisterin im Scratch.
2015 wurde Valente dreifache Panamerikameisterin, in der Einerverfolgung, im Scratch sowie in der Mannschaftsverfolgung (mit Kelly Catlin, Sarah Hammer und Ruth Winder). Gemeinsam mit Hammer, Catlin und Chloé Dygert wurde sie 2016 Weltmeisterin in der Mannschaftsverfolgung. Im selben Jahr wurde sie für die Teilnahme an den Olympischen Spielen in Rio de Janeiro nominiert, wo sie mit Catlin, Dygert und Winder die Silbermedaille in der Mannschaftsverfolgung errang. In derselben Disziplin wurde sie im Jahr darauf bei den Bahnweltmeisterschaften in Hongkong Weltmeisterin; 2018 wiederholte der US-amerikanische Frauen-Vierer mit Valente, Dygert, Catlin und Kimberly Geist diesen Erfolg. Gemeinsam mit Dygert, Lily Williams und Emma White wurde sie 2020 in Berlin zum dritten Mal Weltmeisterin in der Mannschaftsverfolgung; im Scratch und im Punktefahren errang sie Silber. Im Bahnrad-Weltcup 2019/20 gewann sie die Gesamtwertung im Omnium.
Bei den Olympischen Spielen 2020 in Tokio errang Jennifer Valente 2021 im Omnium Gold und in der Mannschaftsverfolgung mit Megan Jastrab, Dygert, White und Wiliams die Silbermedaille. Bei den Weltmeisterschaften später im Jahr belegte sie im Scratch und Ausscheidungsfahren jeweils den dritten Platz. 2022 gewann sie zwei Läufe Nations’ Cup im Ausscheidungsfahren und entschied so auch die Gesamtwertung für sich. 2022 und 2023 wurde sie Weltmeisterin im Omnium, 2023 zudem im Scratch. 2023 errang sie zudem Bronze im Ausscheidungsfahren.
2024 errang Valente fünf Titel bei den Panamerika-Meisterschaften. Im Juni des Jahres wurde sie für die Olympischen Spiele in Paris nominiert. Dort gewann sie zunächst mit dem Team die Goldmedaille in der Mannschaftsverfolgung. Im Madison verpasste sie gemeinsam mit Lily Williams als Vierte nur knapp die Medaillenrängen. Im Omnium zum Abschluss der Bahnradsportwettbewerbe wiederholte sie ihren Erfolg von 2021 und wurde erneut Olympiasiegerin.

## Berufliches
Parallel zu ihrer Radsportlaufbahn studiert Valente seit 2014 Maschinenbau an der University of Colorado.

## Erfolge
2011
- Junioren-Weltmeisterin – Scratch
- Weltmeisterschaft (Junioren) – Keirin

2012
- Panamerikanische Radsportmeisterschaften – Scratch, Keirin
- Weltmeisterschaft (Junioren) – Keirin
- US-amerikanische Meisterin – Keirin

2013
- US-amerikanische Meisterin – Keirin

2014
- Panamerikameisterin – Mannschaftsverfolgung (mit Kimberly Geist, Elisabeth Newell und Amber Gaffney)

2015
- Weltmeisterschaft – Einerverfolgung
- Panamerikanische Spiele – Mannschaftsverfolgung (mit Lauren Tamayo, Kelly Catlin und Sarah Hammer)
- Panamerikameisterin  – Einerverfolgung, Scratch, Mannschaftsverfolgung (mit Kelly Catlin, Sarah Hammer und Ruth Winder)
- US-amerikanische Meisterin – Einerverfolgung, Omnium, Scratch

2016
- Olympische Spiele – Mannschaftsverfolgung (mit Kelly Catlin, Chloé Dygert und Ruth Winder)
- Weltmeisterin – Mannschaftsverfolgung (mit Sarah Hammer, Kelly Catlin und Chloé Dygert)

2017
- Weltmeisterin – Mannschaftsverfolgung (mit Chloé Dygert,  Kelly Catlin und Kimberly Geist)
- Bahnrad-Weltcup in Los Angeles – Mannschaftsverfolgung (mit Chloé Dygert, Kelly Catlin und Kimberly Geist)
- Weltcup in Manchester – Omnium
- Panamerikameisterin – Omnium, Scratch, Punktefahren
- US-amerikanische Meisterin – Omnium, Punktefahren, Scratch

2018
- Weltmeisterin – Mannschaftsverfolgung (mit Chloé Dygert,  Kelly Catlin und Kimberly Geist)
- Weltmeisterschaft – Punktefahren
- Bahnrad-Weltcup 2017/18 Gesamtwertung – Omnium
- Weltcup in Minsk – Mannschaftsverfolgung (mit Kelly Catlin, Chloé Dygert und Kimberly Geist)
- Panamerikameisterin – Omnium, Punktefahren, Scratch, Mannschaftsverfolgung (mit Kimberly Geist, Kelly Catlin und Christina Birch)
- Panamerikameisterschaft – Zweier-Mannschaftsfahren (mit Kimberly Geist)
- US-amerikanische Meisterin – Scratch, Omnium, Punktefahren, Zweier-Mannschaftsfahren (mit Christina Birch)

2019
- Weltmeisterschaft – Omnium
- US-amerikanische Meisterin – Scratch, Omnium, Punktefahren, Zweier-Mannschaftsfahren (mit Megan Jastrab)
- Panamerikaspielesiegerin – Omnium
- Panamerikameisterin – Punktefahren, Scratch, Omnium, Zweier-Mannschaftsfahren (mit Kendall Ryan)
- Weltcup in Minsk – Punktefahren, Omnium, Mannschaftsverfolgung (mit Christina Birch, Chloé Dygert und Emma White)
- Weltcup in Brisbane – Omnium

2020
- Weltmeisterin – Mannschaftsverfolgung (mit Chloé Dygert,  Lily Williams und Emma White)
- Weltmeisterschaft – Scratch, Punktefahren
- Weltcup in Milton – Omnium, Mannschaftsverfolgung (mit Lily Williams, Chloé Dygert und Emma White)
- Bahnrad-Weltcup 2019/20 – Gesamtwertung Omnium

2021
- Olympiasiegerin – Omnium
- Olympische Spiele – Mannschaftsverfolgung (mit Megan Jastrab, Chloé Dygert, Emma White und Lily Wiliams)
- Weltmeisterschaft – Scratch, Ausscheidungsfahren

2022
- Nations’ Cup in Milton – Ausscheidungsfahren
- Nations Cup in Cali – Ausscheidungsfahren
- Weltmeisterin – Omnium
- Weltmeisterschaft – Punktefahren, Ausscheidungsfahren
- Gesamtwertung UCI Track Champions League – Ausdauer
- US-amerikanische Meisterin – Ausscheidungsfahren, Punktefahren, Scratch, Omnium, Keirin

2023
- Weltmeisterin – Omnium, Scratch
- Weltmeisterschaft – Ausscheidungsfahren
- US-amerikanische Meisterin – Ausscheidungsfahren, Punktefahren, Scratch, Omnium

2024
- Panamerikameisterin – Ausscheidungsfahren, Omnium, Punktefahren, Scratch, Zweier-Mannschaftsfahren (mit Megan Jastrab)
- Olympiasiegerin – Omnium
- Olympiasiegerin – Mannschaftsverfolgung (mit Chloé Dygert, Kristen Faulkner und Lily Williams)